# گل پنجه‌باز
گل پنجه‌باز (نام علمی: Goodenia) نام یک سرده از تیره پنجه‌بازان است.

## گونه‌ها
- پنجه‌باز سفید Goodenia albiflora